# Conan Barbaren
Conan the Barbarian er en fiktiv karakter skabt af den amerikanske forfatter Robert E. Howard i 1932. Han er en vigtig figur i fantasygenren.

## Bøger
Howards Conan-noveller blev udgivet i Weird Tales og andre magaziner. Siden hans død i 1936 er mange nye Conan-bøger udkommet, blandt andet skrevet af Poul Anderson, L. Sprague de Camp, Robert Jordan, Harry Turtledove og Karl Edward Wagner.
I nogen lande er ophavsretten til de tidligste historier udløbet.

## Tegneserier
Conan har optrådt i comics næsten uafbrudt siden 1970. Den første serie blev udgivet af Marvel Comics og var oprindelig skrevet af Roy Thomas og tegnet af Barry Windsor-Smith. En avisstribe udkom i 1978-81.
Dark Horse Comics overtog karakteren i 2003.

## Film
I 1982 udkom filmen Conan the Barbarian instrueret af John Milius der anses som Arnold Schwarzeneggers gennembrudsrolle. Den er løst bygget på Howards historier og blev skrevet af Oliver Stone og John Milius. Filmen foregik i bronze- og jernalderen og indeholdt kun få overnaturlige elementer.
Richard Fleischers Conan the Destroyer var en lettere og mere børnevenlig fortsættelse fra 1984, en mere traditionel sword and sorcery fortælling med magi, uhyrer og fantastiske elementer.
I 2011 udkom en anden filmatisering med titlen Conan the Barbarian instrueret af Marcus Nispel og med Jason Momoa i titelrollen som Conan.
Der har også været flere tv-serier.

## Ekstern henvisning
- Wikimedia Commons har flere filer relateret til Conan Barbaren
- Robert E. Howard Conan-historier på Wikisource (på engelsk)